# Властелинът на пръстените: Завръщането на краля
 Тази статия е за филма.  За третата част от романа вижте Завръщането на краля.  
„Властелинът на пръстените: Завръщането на краля“ е третата част от филмовата екранизация на едноименния роман на Дж. Р. Р. Толкин от 1950 г. В него се раказва за новия крал на Гондор и битката му със силите на Саурон.
Филмът печели 11 Оскара за 2003 г. – постижение, постигнато от едва 3 филма в историята на наградите.
„Властелинът на пръстените: Завръщането на краля“ се радва и на огромен касов успех по целия свят, като става третият филм в историята на киното (след „Аватар“ и „Титаник“), който преминава границата от 1 милиард долара приходи от кинопрожекции.

## Сюжет
Внимание:  Текстът по-долу разкрива сюжета на произведението (или части от него)!
Преди много години. Двама от предците на хобитите Смеагол и Деагол намират Единствения пръстен във великата река Андуин, по време на риболов. Подбуден от алчност, Смеагол убива своя приятел и взима намерената вещ. Убиецът е прокуден в Мъгливите планини, където, под пагубното въздействие на пръстена, се превръща в Ам-Гъл.
В края на Третата епоха хобитите Фродо Бегинс и Самознай Майтапер продължават пътя си към Минас Моргул, водени от Ам-Гъл. Водачът постепенно е обзет от страстта към пръстена и решава да погуби спътниците си. Сам се опитва да го спре, но Фродо, твърдо решен, че Ам-Гъл се е променил, защитава жалкото същество. Докато тримата поемат по прохода на Кирит Унгол, те стават свидетели как кралят-магьосник на Ангмар повежда армията на Мордор. В прохода между Ам-Гъл и Сам изниква противоречие, в което подлото същество успява да обвини подозрителния хобита, че иска да вземе пръстена на своя другар. Фродо прогонва приятеля си.
В същото време войните Арагорн, Леголас, Гимли, крал Теоден и магьосника Гандалф влизат в разрушения от ентите и техния предводител Дървобрад град Исенгард, където злия магьосник Саруман е затворен в неговата кула. Мери и Пипин, участвали в атаката, посрещат пътниците. Пипин намира между руините палантира на Саруман, който е прибран на сигурни ръце от Гандалф. Подбуден от любопитство, една нощ, хобитът се добира до кристалната топка и вижда в нея, че Саурон ще нападне Минас Тирит. Гандалф и Пипин заминават за Града на кралете, където са посрещнати враждебно от лорд Данатор. Независимо от това те успяват да запалва кладата на Амон Дин и Рохан се отзовава на повика.
През това време Ам-Гъл води Фродо в леговището на Корубана, където хобитът е подгонен от огромния паяк. Смийгъл се опитва да вземе пръстена, но е изхвърлен в пропастта. Корубана успява да ужили и омотае в паяжина Фродо. Сам се появява и отблъсва чудовището. Неочаквано пристигат орки и взимат тялото на Фродо. Скритият Сам разбира от тях, че господарят му не е мъртъв. Проследява орките до Кирит Унгол. В кулата избухва бунт, поради разпределяните на плячката. Сам се промъква в Кирит Унгол и спасява Фродо. За кратко време на Сам му се е наложило да бъде носител на пръстена. Двамата хобити, преоблечени като орки, достигат Мордор.
Пипин, чувствайки се отговорен за смъртта на Боромир, постъпва за кратко на служба при Данатор. Лордът праща своя син Фарамир Тук да извоюва обратно Осгилиат от орките. Армията на Мордор напада Гондор и започва Битката при Пеленорските поля. Войската на Града на кралете започва да се огъва под натиска на орките. Сутринта пристига подкреплението от Рохан. Обезумелият Данатор иска да изгори себе си и тялото на още живия Фарамир в езическа церемония. Отзован от Пипин, Гандалф предотвратява церемонията, в която загива лорда.
Рохамирите са нападнати от отряд олифани. Еовин, преоблечена като мъж, убива краля-магьосник на Ангмар с помощта на Мери. Теоден умира от раните си. Арагорн, Гимли и Леголас пристигат с армията на мъртвите. По пътя към Минас Тирит, Арагон, заедно със своите двама другари, навлизат в планината Андурил и убеждават призраците да последват краля на Гондор. След тяхната намеса Гондор печели битката. Призрачната армия е освободена от клетвата си, дадена пред гондорския владетел и проклятието им е снето. Арагорн убеждава своите другари да нападнат черната порта, за да отвлекат вниманието на Окото на Саурон, което след зорко равнините на Горгорот, разположени пред Съдбоностния връх. Армията на Рохан и Гондор се изправя срещу останалата армия на Мордор в Битката пред Моранон.
Докато трае битката, Фродо и Сам със сетни сили изкачват Съдбовния връх. Пред входа на Планината са нападнати от Ам-Гъл. Във вътрешността на върха Фродо променя мнението си и задържа пръстена. Ам-Гъл и невидимия хобит се вкопчват в битка за Единствения, в която подлото същество и неговото Безценно падат в огньовете на Съдбовния връх. Мордор започва да се саморазрушава, а войската му се разбягва, намирайки голяма част от тях смъртта си под падащите отломки. Гандалф и орлите спасяват Фродо и Сам от изригващия Съдбовен връх. Арагорн е коронясан за крал на Гондор, а Арвен става неговата кралица. Четиримата хобити се завръщат в Графството. Сам се жени за Роузи Котън. Фродо, Билбо и Гандалф заминават за Сивите заливи, където се качват на борда на последния кораб, заедно с елфите, които напуска Средната земя и отива отвъд моретата.

## Награди и номинации
| Категория                                    | Номиниран(и)                                 | Резултат                    |
| Оскар (29 февруари 2004 г.)                  | Оскар (29 февруари 2004 г.)                  | Оскар (29 февруари 2004 г.) |
| -------------------------------------------- | -------------------------------------------- | --------------------------- |
| Най-добър филм                               | Най-добър филм                               | награда                     |
| Най-добри визуални ефекти                    | Най-добри визуални ефекти                    | награда                     |
| Най-добри декори                             | Най-добри декори                             | награда                     |
| Най-добри костюми                            | Най-добри костюми                            | награда                     |
| Най-добър звук                               | Най-добър звук                               | награда                     |
| Най-добър филмов монтаж                      | Най-добър филмов монтаж                      | награда                     |
| Най-добър грим                               | Най-добър грим                               | награда                     |
| Най-добър режисьор                           | Питър Джаксън                                | награда                     |
| Най-добър адаптиран сценарий                 | Фран Уолш, Филипа Бойенс и Питър Джаксън     | награда                     |
| Най-добра филмова музика                     | Хауърд Шор                                   | награда                     |
| Най-добра оригинална песен                   | „Into the West“                              | награда                     |
| Награда на БАФТА (15 февруари 2004 г.)       |                                              |                             |
| Най-добър филм                               | Най-добър филм                               | награда                     |
| Най-добри визуални ефекти                    | Най-добри визуални ефекти                    | награда                     |
| Най-добър адаптиран сценарий                 | Фран Уолш, Филипа Бойенс и Питър Джаксън     | награда                     |
| Най-добра кинематография                     | Андрю Лесни                                  | награда                     |
| Най-добри декори                             | Най-добри декори                             | номинация                   |
| Най-добри костюми                            | Най-добри костюми                            | номинация                   |
| Най-добър филмов монтаж                      | Най-добър филмов монтаж                      | номинация                   |
| Най-добър звук                               | Най-добър звук                               | номинация                   |
| Най-добър грим и прически                    | Най-добър грим и прически                    | номинация                   |
| Най-добра режисура                           | Питър Джаксън                                | номинация                   |
| Най-добра филмова музика                     | Хауърд Шор                                   | номинация                   |
| Най-добър актьор в поддържаща роля           | Иън Маккелън                                 | номинация                   |
| Златен глобус (25 януари 2004 г.)            |                                              |                             |
| Най-добър драматичен филм                    | Най-добър драматичен филм                    | награда                     |
| Най-добър режисьор                           | Питър Джаксън                                | награда                     |
| Най-добра филмова музика                     | Хауърд Шор                                   | награда                     |
| Най-добра оригинална песен                   | „Into the West“                              | награда                     |
| Хюго                                         |                                              |                             |
| Най-добро сценично представяне (дълга форма) | Най-добро сценично представяне (дълга форма) | награда                     |
| Небюла                                       |                                              |                             |
| Най-добър сценарий                           | Фран Уолш, Филипа Бойенс и Питър Джаксън     | награда                     |
| Сателит (23 януари 2004 г.)                  |                                              |                             |
| Най-добри декори                             | Най-добри декори                             | награда                     |
| Най-добър филм – драма                       | Най-добър филм – драма                       | номинация                   |
| Най-добри визуални ефекти                    | Най-добри визуални ефекти                    | номинация                   |
| Най-добър филмов монтаж                      | Най-добър филмов монтаж                      | номинация                   |
| Най-добър звук                               | Най-добър звук                               | номинация                   |
| Най-добър дизайн на костюми                  | Най-добър дизайн на костюми                  | номинация                   |
| Най-добра кинематография                     | Андрю Лесни                                  | номинация                   |
| Най-добра филмова музика                     | Хауърд Шор                                   | номинация                   |
| Сатурн (5 май 2004 г.)                       |                                              |                             |
| Най-добър фентъзи филм                       | Най-добър фентъзи филм                       | награда                     |
| Най-добри специални ефекти                   | Най-добри специални ефекти                   | награда                     |
| Най-добър грим                               | Най-добър грим                               | награда                     |
| Най-добър режисьор                           | Питър Джаксън                                | награда                     |
| Най-добър сценарий                           | Фран Уолш, Филипа Бойенс и Питър Джаксън     | награда                     |
| Най-добра музика                             | Хауърд Шор                                   | награда                     |
| Най-добър актьор                             | Илайджа Ууд                                  | награда                     |
| Най-добър актьор в поддържаща роля           | Шон Астин                                    | награда                     |
| Най-добри костюми                            | Най-добри костюми                            | номинация                   |
| Най-добър актьор                             | Виго Мортенсен                               | номинация                   |
| Най-добър актьор в поддържаща роля           | Иън Маккелън                                 | номинация                   |
| Най-добър актьор в поддържаща роля           | Анди Съркис                                  | номинация                   |
| Най-добра актриса в поддържаща роля          | Миранда Ото                                  | номинация                   |
| Емпайър (4 февруари 2004 г.)                 |                                              |                             |
| Най-добър филм                               | Най-добър филм                               | награда                     |
| Най-добър британски актьор                   | Анди Съркис                                  | награда                     |
| Най-добър режисьор                           | Питър Джаксън                                | номинация                   |
| Най-добър актьор                             | Виго Мортенсен                               | номинация                   |
| Най-добър актьор                             | Шон Астин                                    | номинация                   |
| Най-добър британски актьор                   | Орландо Блум                                 | номинация                   |
| Най-добър британски актьор                   | Иън Маккелън                                 | номинация                   |